# Formosopyrrhona semilaeticolor
Formosopyrrhona semilaeticolor là một loài bọ cánh cứng trong họ Cerambycidae.